# SMS Kaiser Wilhelm II
SMS Kaiser Wilhelm II – niemiecki pancernik (przeddrednot) z przełomu XIX i XX wieku, jedna z pięciu jednostek typu Kaiser Friedrich III. Okręt miał wyporność 11 097 ton i osiągał prędkość ponad 17 węzłów, jego główne uzbrojenie stanowiły cztery działa kalibru 24 cm umieszczone w dwóch wieżach. Pancernik został zwodowany 14 września 1897 roku w stoczni Kaiserliche Werft w Wilhelmshaven, a 13 lutego 1900 roku wcielono go do służby w Kaiserliche Marine. Jego patronem był cesarz Wilhelm II Hohenzollern. Jednostka służyła w Heimatflotte i w Hochseeflotte, biorąc ograniczony udział w I wojnie światowej. W 1920 roku okręt został wycofany ze służby. Z listy floty skreślono go w 1921 roku, po czym został złomowany.

## Projekt i budowa

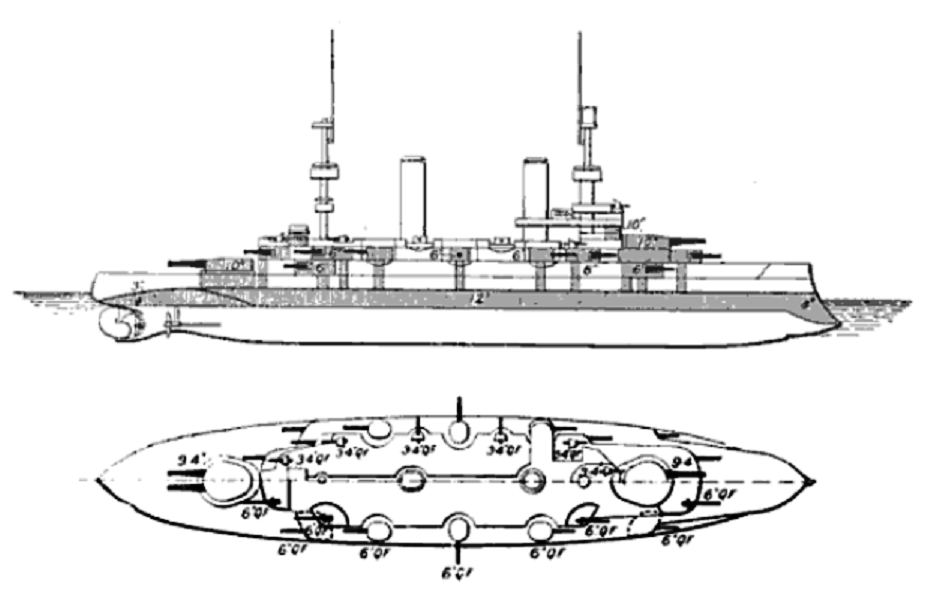
Uproszczony plan pancerników typu Kaiser Friedrich III z zaznaczonym opancerzeniem

Zwycięstwo w wojnie francusko-pruskiej umożliwiło Prusom zjednoczenie Niemiec, które jako Cesarstwo stało się najsilniejszym europejskim mocarstwem lądowym. Ambicją nowo utworzonego państwa było także zostanie potęgą morską, co spowodowało konieczność rozbudowy floty wojennej, a w szczególności budowę najsilniejszych ówcześnie jednostek – pancerników. Przyjęty przez Reichstag program rozbudowy floty zakładał wzrost liczebności Kaiserliche Marine do 17 pancerników, ośmiu monitorów oraz dziewięciu wielkich i 26 małych krążowników.
Projekt pancerników typu Kaiser Friedrich III powstał w latach 1892–1894, jeszcze podczas budowy jednostek typu Brandenburg. Opóźnienia w budowie jednostek pozwoliły na zapoznanie się z wnioskami z eksploatacji pierwszej jednostki tego typu. W konsekwencji nowe okręty otrzymały uzbrojenie główne mniejszego kalibru (24 cm zamiast 28 cm), ponieważ konstruktorzy uznali za ważniejszy parametr wyższej szybkostrzelności niż wagę salwy burtowej. Wybór kalibru 24 cm spowodował, że budowane w tym samym czasie w innych państwach pancerniki zdecydowanie górowały nad niemieckimi, mając na uzbrojeniu przeważnie działa kalibru 305 mm (a nawet 330 mm w przypadku pancerników US Navy). Na jednostkach typu Kaiser Friedrich III wzmocniono za to artylerię średniego kalibru, którą tworzyło 18 dział kalibru 15 cm umieszczonych w pojedynczych wieżach i kazamatach. Kolejną innowacją było wprowadzenie napędu trójśrubowego. Okręty miały też ulepszony system opancerzenia.
Przyszły „Kaiser Wilhelm II” zbudowany został w stoczni Kaiserliche Werft w Wilhelmshaven (nr stoczniowy 24). Okręt miał zastąpić planowaną do wycofania z linii fregatę pancerną SMS „Friedrich der Große”, stąd określany był jako Ersatz–Friedrich der Große. Stępkę pancernika położono 26 października 1896 roku, a zwodowany został 14 września 1897 roku. Nazwę otrzymał na cześć cesarza Wilhelma II Hohenzollerna. Na ceremonii wodowania obecny był brat cesarza, książę Henryk Pruski. Koszt budowy okrętu wyniósł 20 mln 387 tys. marek.

## Dane taktyczno-techniczne

### Charakterystyka ogólna
Okręt był pancernikiem (przeddrednotem) wykonanym ze stali metodą nitowania. Kadłub o poprzeczno–wzdłużnym układzie wiązań podzielony był na 12 przedziałów wodoszczelnych, dno podwójne obejmowało 70% jego długości. Jednostka miała masywne nadbudówki, dwa wysokie kominy i dwa maszty palowe z marsami.
Pancernik miał długość całkowitą 125,3 metra (120,9 metra na wodnicy), szerokość 20,4 metra i zanurzenie od 7,89 metra na dziobie i 8,25 metra na rufie. Wyporność normalna (konstrukcyjna) wynosiła 11 097 ton, a pełna 11 785 ton (11 599 długich ton). Wysokość metacentryczna wynosiła 0,917–1,18 metra. Okręt miał dość wysoką wolną burtę oraz dobrą dzielność morską i sterowność, jednak przy mocnym wychyleniu steru prędkość spadała o 40%.
Załoga jednostki składała się z 39 oficerów i 612 podoficerów i marynarzy. W przypadku pełnienia funkcji okrętu flagowego liczebność załogi zwiększała się o 63–75 osób, z czego 12 stanowili oficerowie.

### Urządzenia napędowe i pomocnicze
Okręt był napędzany przez trzy trzycylindrowe maszyny parowe potrójnego rozprężania, które napędzały poprzez wały napędowe trzy śruby napędowe (dwie trójskrzydłowe zewnętrzne o średnicy 4,5 metra i czteroskrzydłową o średnicy 4,2 metra). Para była dostarczana przez cztery kotły wodnorurkowe typu Marine, wyposażone łącznie w osiem palenisk i osiem kotłów cylindrycznych, które miały łącznie 32 paleniska. Ciśnienie robocze kotłów wynosiło 12 at, a ich łączna powierzchnia grzewcza 3560 m². Wszystkie kotły były opalane węglem, którego normalny zapas wynosił 650, a maksymalny 1070 ton.
Nominalna moc siłowni wynosiła 13 000 KM (maksymalnie 13 922 KM przy 108 obr./min), co pozwalało na osiągnięcie prędkości maksymalnej od 17,5 do 17,6 węzła. Zasięg wynosił 3420 mil morskich przy prędkości 10 węzłów. Zużycie węgla przy mocy 10 000 KM wynosiło około 11 ton na godzinę, a przy mocy maksymalnej 16 ton na godzinę.
Energia elektryczna (prąd stały o napięciu 74 V) wytwarzana była przez pięć generatorów o łącznej mocy 320 kW.

### Uzbrojenie
Główne uzbrojenie pancernika składało się z czterech dział kalibru 24 cm SK C/97 L/40 w dwóch umieszczonych w osi okrętu dwudziałowych wieżach – po jednej na pokładzie pogodowym i rufie. Masa działa wynosiła 25,64 tony, jego długość całkowita 9,55 metra; a długość samej lufy 8,87 metra. Działa wykorzystywały amunicję rozdzielnego ładowania. Pociski o masie 140 kg wystrzeliwane były za pomocą umieszczonych w łuskach ładunków miotających. Kąt podniesienia lufy wynosił od -5 do +30°, a maksymalna donośność wystrzeliwanego z prędkością początkową 690 m/s pocisku wynosiła 16 900 metrów. Początkowo szybkostrzelność osiągała jeden strzał na nieco powyżej minuty, by wzrosnąć później (po zmianie ładunków miotających) do trzech–czterech strzałów na minutę. Kąt ostrzału wież wynosił 270°. Zapas amunicji wynosił 300 sztuk – po 75 pocisków na działo.
Artyleria średniego kalibru składała się z osiemnastu pojedynczych dział kalibru 15 cm SK C/97 L/40 (faktyczny kaliber wynosił 149,1 mm) . Sześć dział umieszczono na śródokręciu w wieżach (po trzy na każdą burtę), pozostałe zainstalowano w kazamatach. Długość całkowita działa wynosiła 5,96 metra, długość lufy 5,54 metra, a jej masa 4460 kg. Działa wykorzystywały amunicję rozdzielnego ładowania, a masa pocisku wynosiła od 40 do 51 kg. Kąt podniesienia lufy wynosił od -5 do +20°, a maksymalna donośność wystrzeliwanego z prędkością początkową 800 m/s pocisku wynosiła 13 700 metrów. Szybkostrzelność wynosiła od czterech do pięciu strzałów na minutę. Kąt ostrzału dział umieszczonych w wieżach wynosił około 135°, a tych w kazamatach 110°. Łączny zapas amunicji wynosił 2160 sztuk (120 pocisków na działo).
Artylerię do zwalczania torpedowców stanowiło 12 pojedynczych dział kalibru 8,8 cm SK L/30 C/89 . Długość całkowita działa wynosiła 2,61 metra, długość lufy 2,38 metra, a masa lufy z zamkiem 665 kg. Strzelały one pociskami o masie 7 kg (cały nabój ważył 13,8 kg) z prędkością początkową 590 m/s na maksymalną odległość 10 500 metrów. Szybkostrzelność działa była na poziomie do 15 strzałów na minutę, a łączny zapas amunicji wynosił 3000 sztuk (250 pocisków na działo). Prócz tego na pokładzie znalazło się 12 pojedynczych szybkostrzelnych działek kalibru 3,7 cm.
Broń torpedową stanowiło sześć wyrzutni kalibru 450 mm: po jednej na dziobie i rufie oraz po dwie z każdej burty, z łącznym zapasem 16 torped. Torpedy typu C45/91 miały długość 5,11 metra, masę 541 kg (w tym głowica bojowa 87,5 kg trotylu), a ich zasięg wynosił 800 metrów przy prędkości 26 węzłów i 500 metrów przy prędkości 32 węzły .

### Opancerzenie
Pancerz okrętu miał łączną masę 3800 ton. Jego podstawowym elementem był wykonany ze stali Kruppa pas burtowy na linii wodnej o grubości maksymalnej 300 mm na śródokręciu, zmniejszającej się w stronę dziobu i rufy odpowiednio do 150 i 200 mm, zamocowany na warstwie drewna tekowego o grubości 250 mm. Poniżej linii wodnej grubość pancerza burtowego wynosiła 180 mm. Pokład pancerny umieszczony został na górnej części głównego pasa burtowego i miał grubość 65 mm, zamykając tym samym pancerną cytadelę.
Wieże artylerii głównej były chronione od czoła i z boku pancerzem o grubości 250 mm (dach 50 mm). Ich barbety miały pancerz o grubości 250 mm. Wieże artylerii średniej i kazamaty miały grubość 150 mm, a maski dział kalibru 8,8 cm miały grubość 70 mm. Wieża dowodzenia chroniona była płytami o grubości 250 mm i miała strop gruby na 30 mm. Niezatapialność jednostki starano się powiększyć poprzez wypełnienie przestrzeni między poszczególnymi pomieszczeniami i elementami konstrukcyjnymi naklejanym warstwowo korkiem, jednak element ten odpadał przy prowadzeniu ognia, ulegał zawilgoceniu i stanowił siedzibę trudnych do zwalczenia bezkręgowców.

### Wyposażenie i malowanie
Jako środki ratownicze i komunikacyjne na okręcie znajdowały się: dwa kutry, dwie szalupy, dwa barkasy, jedna pinasa, dwa jole i dwa bączki. Opuszczanie i podnoszenie łodzi możliwe było dzięki dwóm żurawiom o łukowym kształcie.
Kadłub do poziomu pokładu głównego pomalowany był na kolor szary nr 9 (niem. Grau 1896), a pokład główny, nadbudówki, kominy, nawietrzniki, maszty oraz wieże artyleryjskie pomalowane były na kolor jasnoszary. Elementy dekoracyjne (godło na dziobie i ornamenty rufowe) pomalowane były w kolorze żółtozłotym.

## Służba

„Kaiser Wilhelm II” w 1900 roku

SMS „Kaiser Wilhelm II” został wcielony do służby w Kaiserliche Marine 13 lutego 1900 roku. Pancernik zastąpił we flocie fregatę pancerną SMS „Württemberg”. Pierwszym dowódcą jednostki został komandor (niem. Kapitän zur See) Georg Scheder. Do czerwca 1900 roku trwały próby morskie okrętu, a po ich zakończeniu pancernik został włączony do 2. Dywizjonu 1. Eskadry Heimatflotte. W lipcu okręty 1. Eskadry wzięły udział w manewrach na wodach zachodniej części Morza Bałtyckiego i Zatoki Niemieckiej. Od 15 sierpnia do 15 września „Kaiser Wilhelm II” i siostrzany „Kaiser Friedrich III” uczestniczyły w jesiennych manewrach floty, przeprowadzonych na wodach między Wilhelmshaven a Świnoujściem. We wrześniu dowództwo okrętu objął komandor Adolf Thiele. Od 21 września „Kaiser Wilhelm II” został okrętem flagowym dowódcy 1. Eskadry, wiceadmirała  (niem. Konteradmiral) Paula Hoffmanna, jednak gdy 1 listopada dowództwo 1. Eskadry objął książę Henryk Pruski, przeniósł się na pokład SMS „Kaisera Friedricha III”. Między 4 a 15 grudnia okręty eskadry odbyły rejs szkoleniowy na wody Cieśnin Duńskich, kotwicząc od 10 do 12 grudnia na redzie Larvik.
W styczniu 1901 roku pancernik został skierowany do stoczni na modernizację, a po jej zakończeniu pod koniec marca wziął udział w przeprowadzonych na Bałtyku ćwiczeniach 1. Eskadry. Powracając z manewrów do Kilonii, w nocy z 1 na 2 kwietnia, płynący prędkością maksymalną SMS „Kaiser Friedrich III” wszedł nieopodal przylądka Arkona (Ławica Orla) na nieoznaczoną na mapach mieliznę i doznał poważnych uszkodzeń. Jednostkę próbował wziąć na hol „Kaiser Wilhelm II”, jednak też wszedł na tę samą mieliznę (obyło się bez poważniejszych uszkodzeń); dopiero uruchomienie nieuszkodzonych kotłów i maszyn umożliwiło zejście „Kaisera Friedricha III” z mielizny i powolny marsz z prędkością 5 węzłów w kierunku Kilonii w asyście pozostałych jednostek 1. Eskadry. 18 kwietnia na pokładzie okrętu doszło do złożenia przysięgi przez syna cesarza Wilhelma II – Adalberta. „Kaiser Wilhelm II” kontynuował swoje uczestnictwo w wiosennych manewrach, biorąc udział m.in. 24 kwietnia w desancie pod Apenrade. Pancernik wziął udział również w manewrach letnich, podczas których 11 sierpnia wspierał atak na jedną z twierdz położoną u ujścia Łaby. 22 sierpnia jednostka została okrętem flagowym dowódcy floty admirała (niem. Admiral) Hansa von Koestera, który na jej pokładzie gościł w Kilonii austro-węgierskiego dowódcę floty Hermanna von Spauna. Gość uczestniczył następnie w jesiennych manewrach floty niemieckiej, które odbyły się na wodach Zatoki Kilońskiej i Gdańskiej (w ich trakcie we wrześniu na pokładzie okrętu gościli cesarz Wilhelm II i car Mikołaj II). „Kaiser Wilhelm II” uczestniczył później w kolejnej fazie jesiennych ćwiczeń w Zatoce Gdańskiej, obserwowanych przez chińskiego księcia Zaifenga. W listopadzie doszło do zmiany dowódcy pancernika – nowym został mianowany komandor Gülich. Między 2 a 15 grudnia wraz z innymi okrętami 1. Eskadry „Kaiser Wilhelm II” odbył rejs na wody Kattegatu i Skagerraku, odwiedzając m.in. Kristianię (tam na pokładzie pancernika gościł król Szwecji i Norwegii Oskar II).
Na początku 1902 roku okręt trafił do stoczni w Wilhelmshaven, a w końcu marca na jego pokładzie gościli Wilhelm II wraz z małżonką, Augustą Wiktorią, czekając na powrót ze Stanów Zjednoczonych księcia Henryka Pruskiego. W końcu kwietnia „Kaiser Wilhelm II” wziął udział w rejsie 1. Eskadry wokół Wysp Brytyjskich, przechodząc 29 kwietnia przez Pentland Firth i docierając 1 maja do Lough Swilly. Następnie niemieckie okręty odwiedziły Londonderry i przepłynęły do Berehaven, gdzie nastąpiło spotkanie z jednostkami Royal Navy, a okręty wizytował brytyjski książę Artur; dalej trasa prowadziła do Kingstown (gdzie okręty odwiedził adiutant lorda namiestnika Irlandii Gerald Cadogan), skąd 24 maja zespół odpłynął do Kilonii, osiągając port przeznaczenia następnego dnia. 8 lipca 1. Eskadra wraz z I Flotyllą Torpedowców oraz krążownikiem „Niobe” udały się w rejs na wody norweskie, jednak w drodze na „Kaiserze Wilhelmie II” uległa przepaleniu jedna z rur przegrzewacza, co spowodowało konieczność powrotu pancernika do portu. 15 sierpnia na okręcie trzykrotnie doszło do eksplozji kotła, jednak uszkodzenia szybko naprawiono i pancernik wziął udział w trwających do września manewrach jesiennych. Kolejne ćwiczenia odbyły się od 24 do 28 listopada, a 1 grudnia 1. Eskadra popłynęła w kierunku Bergen, powracając do bazy 12 grudnia.
W 1903 roku „Kaiser Wilhelm II” nadal należał do 1. Eskadry, w skład której wchodziły ponadto: pancerniki „Kaiser Friedrich III” (flagowy), „Kaiser Wilhelm der Große”, „Kaiser Karl der Große”, „Wittelsbach”, „Zähringen” i „Wettin” oraz krążowniki „Prinz Heinrich”, „Victoria Louise”, „Amazone”, „Ariadne” i „Niobe”. Na początku i pod koniec kwietnia okręty eskadry przeprowadziły ćwiczenia, a 10 maja wyszły w rejs na Ocean Atlantycki, mijając 14 maja Ouessant i docierając 19 maja do Vigo. W rejs powrotny niemieckie jednostki wyruszyły 30 maja, przechodząc 3 czerwca przez kanał La Manche i po ćwiczeniach z I Flotyllą Torpedowców zawijając 10 czerwca do Kilonii. Następnie, po ćwiczeniach artyleryjskich, załoga pancernika wzięła udział w Tygodniu Kilońskim, po czym wraz z pozostałymi okrętami 1. Eskadry uczestniczyła w rejsie na wody norweskie. Między 15 sierpnia a 12 września pancerniki 1. Eskadry wzięły udział w przeprowadzonych na Morzach Północnym i Bałtyckim jesiennych manewrach floty, podczas których „Kaiser Wilhelm II” pełnił funkcję jednostki flagowej zespołu. Po ich zakończeniu, 22 września nastąpiła reorganizacja floty niemieckiej i „Kaiser Wilhelm II” pozostał jednostką flagową 1. Eskadry („Aktywnej Floty Bojowej”), w miejsce przeniesionego do nowo powstałej 2. Eskadry „Kaisera Friedricha III”. We wrześniu nowym dowódcą pancernika został komandor Carl von Coerper. W końcu roku okręty 1. Eskadry odbyły jeszcze dwa rejsy: 23 listopada na wody wschodniej części Bałtyku, a 1 grudnia w kierunku Skagerraku, z zawinięciem do Frederikshavn.
Od 11 do 21 stycznia 1904 roku pancerniki 1. Eskadry odbyły rejs ćwiczebny na wody Kattegatu, a pomiędzy 8 a 17 marca okręty odbyły kolejne, wiosenne ćwiczenia. W maju „Kaiser Wilhelm II” wraz z całą flotą uczestniczył w manewrach na Morzu Północnym, a w czerwcu podczas Tygodnia Kilońskiego na jego pokładzie gościł król brytyjski Edward VII, 1. Lord Admiralicji William Palmer i książę Louis Mountbatten. 6 lipca okręty I i 2. Eskadry oraz Sił Rozpoznawczych wyszły na wody Zatoki Niemieckiej na letnie manewry, po czym jednostki 1. Eskadry i Sił Rozpoznawczych na wysokości Borkum oddzieliły się i udały się z wizytą na Wyspy Brytyjskie, przebywając od 10 do 13 lipca w Plymouth, a następnie zawijając do Vlissingen, Lerwick i Molde; rejs zakończył się 12 sierpnia w Kilonii. W dniach 29 sierpnia – 15 września pancernik uczestniczył w jesiennych manewrach, przeprowadzonych na Bałtyku i Morzu Północnym. We wrześniu dowództwo jednostki objął komandor Wilhelm von Lans.
W 1905 roku całość sił floty uczestniczyła w rejsach szkoleniowych, przeprowadzonych od 13 maja do 28 czerwca, a między 12 lipca a 9 sierpnia okręty udały się w rejs letni na wody szwedzkie, odwiedzając Sztokholm i Karlskronę; opuszczając szwedzkie szkiery pancerniki „Kaiser Wilhelm II” i „Brandenburg” oraz krążownik pancerny „Friedrich Carl” weszły na mielizny, doznając uszkodzeń. W dniach 6–13 września i w październiku jednostki 1. Eskadry uczestniczyły w manewrach jesiennych, a w listopadzie wraz z krążownikami przeprowadziły rejs na wodach Bałtyku.
Między 13 maja a 8 czerwca 1906 roku odbyły się manewry całej niemieckiej floty, a w połowie lipca również w całości wypłynęła ona w rejs letni na wody norweskie, docierając do Molde (20–26 lipca) i Bergen (27 lipca – 2 sierpnia). 21 lipca na redzie Molde „Kaiser Wilhelm II” był wizytowany przez cesarza Wilhelma II. 15 sierpnia flota powróciła do Kilonii, a już tydzień później pancernik uczestniczył w ćwiczeniach desantu w Zatoce Eckernförde. Następnie okręt wziął udział w manewrach jesiennych, które odbyły się w dniach 8–13 września, a ich ostatniego dnia na pokładzie „Kaisera Wilhelma II” odbyło się pożegnanie kończącego służbę w marynarce wielkiego admirała (niem. Großadmiral) Hansa von Koestera. W tym miesiącu nastąpiła również zmiana dowódcy pancernika – komandor Wilhelm von Lans został zastąpiony przez komandora podporucznika (niem. Korvettenkapitän) von Restorffa, zmieniony w październiku przez komandora Johannesa Schrödera. Nowym dowódcą floty został książę Henryk Pruski, a jego okrętem flagowym został w miejsce „Kaisera Wilhelma II” nowy pancernik „Deutschland”. W końcu roku „Kaiser Wilhelm II” odbył w składzie 1. Eskadry zimowe ćwiczenia na wodach Kattegatu i Skagerraku, trwające od 8 do 12 grudnia.
Na przełomie maja i czerwca 1907 roku pancernik w składzie nowo utworzonej Hochseeflotte uczestniczył w rejsie szkoleniowym na Morze Północne opływając Skagen, a następnie udał się na wody norweskie, dopływając w pobliże Trondheim. W dniach 26 sierpnia – 6 września okręt wziął udział w manewrach jesiennych Hochseeflotte na Bałtyku, a między 22 a 30 listopada uczestniczył w rejsie zimowym na wodach Cieśnin Duńskich. We wrześniu nowym dowódcą okrętu został komandor porucznik (niem. Fregattenkapitän) Oskar von Platen-Hallermund.
W maju 1908 roku „Kaiser Wilhelm II” uczestniczył w wielkich manewrach floty na Morzu Północnym, a w lipcu w rejsie na wody Atlantyku, dopływając 23 lipca do Horty na Azorach i powracając do Kilonii 13 sierpnia. Między 27 sierpnia a 7 września pancernik wziął udział w ćwiczeniach eskadrowych na Morzu Bałtyckim, a od 7 do 13 września w manewrach jesiennych. Następnie pancernik został tymczasowo wycofany ze służby i trafił do macierzystej stoczni Kaiserliche Werft w Wilhelmshaven na głębszą modernizację.
Trwające w latach 1909–1910 prace, spowodowane m.in. problemami ze statecznością, miały następujący zakres: skrócono kominy, zdjęto dźwigi łodziowe i wymieniono maszty z marsami bojowymi na lżejsze z platformami, zlikwidowano dwa poziomy nadbudówek, usunięto cztery działa kalibru 15 cm, 12 działek kalibru 3,7 cm i rufową wyrzutnię torpedową, a także przeniesiono osiem dział kalibru 8,8 cm do kazamat (dodając dwa działa tego kalibru). Podczas modernizacji przystosowano również część kotłów do opalania paliwem płynnym i od tej pory okręt zabierał 650 ton węgla i 200 ton paliwa płynnego. W wyniku kosztującej około 1,5 mln marek przebudowy wyporność normalna pancernika wzrosła do 11 233 ton, a pełna do 11 894 ton. Po zakończeniu remontu „Kaiser Wilhelm II” został skierowany na Bałtyk do formacji rezerwowej, a jego reaktywacja nastąpiła jesienią 1910 roku, kiedy po odbyciu prób morskich 23 października dotarł do Kilonii (po modernizacji dowództwo okrętu objął komandor Richard Lange).
W kwietniu 1911 roku „Kaiser Wilhelm II” został przyporządkowany do zespołu okrętów szkolnych i doświadczalnych, a następnie – po odbytym w czerwcu rejsie na wody norweskie (załoga pancernika odwiedziła m.in. Arendal, Bergen i Oddę) – został jednostką flagową 1. Dywizjonu 3. Eskadry Hochseeflotte. W lipcu jej okręty odbyły u wybrzeży Szlezwiku-Holsztynu ćwiczenia artyleryjskie, a następnie nawigacyjne w pobliżu Meklemburgii; w sierpniu wzięły udział w manewrach jesiennych Hochseeflotte, a we wrześniu uczestniczyły w wielkiej paradzie floty przed obliczem Wilhelma II. Po paradzie 3. Eskadrę rozwiązano, a „Kaiser Wilhelm II” powrócił na Bałtyk do formacji rezerwowej.
W lutym 1912 roku pancernik udał się do Bełtu Fehmarn w celu pomocy krążownikowi pancernemu „Friedrich Carl” w kruszeniu pokrywy lodowej, a między 9 a 24 kwietnia przydzielono go do zespołu okrętów szkolnych. 9 maja „Kaiser Wilhelm II” został wycofany ze służby.
Po wybuchu I wojny światowej, 5 sierpnia 1914 roku „Kaiser Wilhelm II” wraz z siostrzanymi jednostkami został reaktywowany i włączony jako okręt flagowy do 5. Eskadry Hochseeflotte, której zadaniem była obrona wybrzeża. Dowódcą pancernika został mianowany komandor Otto Kranzbühler. Okręty 5. Eskadry operowały początkowo z Wilhelmshaven, a następnie z Kilonii, prowadząc rejsy dozorowe u ujścia Łaby. We wrześniu skierowany na Bałtyk pancernik wraz z pozostałymi okrętami 5. Eskadry wziął udział w nieudanej próbie desantu pod Windawą, a w dniach 26–30 grudnia okręt udał się w rejs pod Gotlandię. W lutym 1915 roku jednostka została wycofana z aktywnej służby we flocie i po zredukowaniu załogi została w kwietniu skierowana do służby pomocniczej, stając się okrętem biurowym i hulkiem mieszkalnym w Wilhelmshaven. Po zakończeniu wojny „Kaiser Wilhelm II” był okrętem flagowym dowódcy Sztabu Zespołu Trałowców na Morzu Północnym. 10 września 1920 roku z powodu braku obsady SMS „Kaiser Wilhelm II” został wycofany ze służby. Zdemontowane z okrętu działa artylerii głównej zostały zaadaptowane na potrzeby artylerii kolejowej.
17 marca 1921 roku okręt został skreślony z listy jednostek floty, po czym w następnym roku został złomowany w Hamburgu-Altenwerderze. Dzwon okrętowy pancernika zachował się w Muzeum Wojskowo-Historycznym Bundeswehry w Dreźnie.